# Église Saint-Antoine-Abbé à l'Esquilin
L'église Saint-Antoine-Abbé à l'Esquilin (italien : chiesa di Sant'Antonio abate all'Esquilino) est un édifice religieux catholique situé dans le rione de l'Esquilin à Rome. Elle est dédiée à l'ermite Antoine le Grand. Édifiée au XVe siècle, l’église est contiguë à l’institut pontifical oriental et au collège Russicum.   

## Historique
La première église édifiée sur le site remonte au XIIIe siècle. Elle est adjointe à un hôpital fondé par le cardinal Pietro Capocci et soignant alors les malades du feu de Saint-Antoine. Elle est reconstruite en 1308 et appelée alors église Sant'Andrea cata Barbara. 
L'édification de l'église actuelle a commencé en 1481 sur ordre du pape Sixte IV et est terminée seulement au XVIIIe siècle. La façade est entièrement réalisée sur ordre de Pie XI en 1933 sur les plans de l'architecte Antonio Muñoz.
En 1928, l'église et ses annexes sont acquises auprès du Saint-Siège et affectées aux catholiques russes de rite byzantin afin d'héberger le Collegio Pontificio Russicum (une résidence-séminaire pontifical pour la formation du clergé russe de rite byzantin), instauré l'année précédente.

## Architecture et décorations

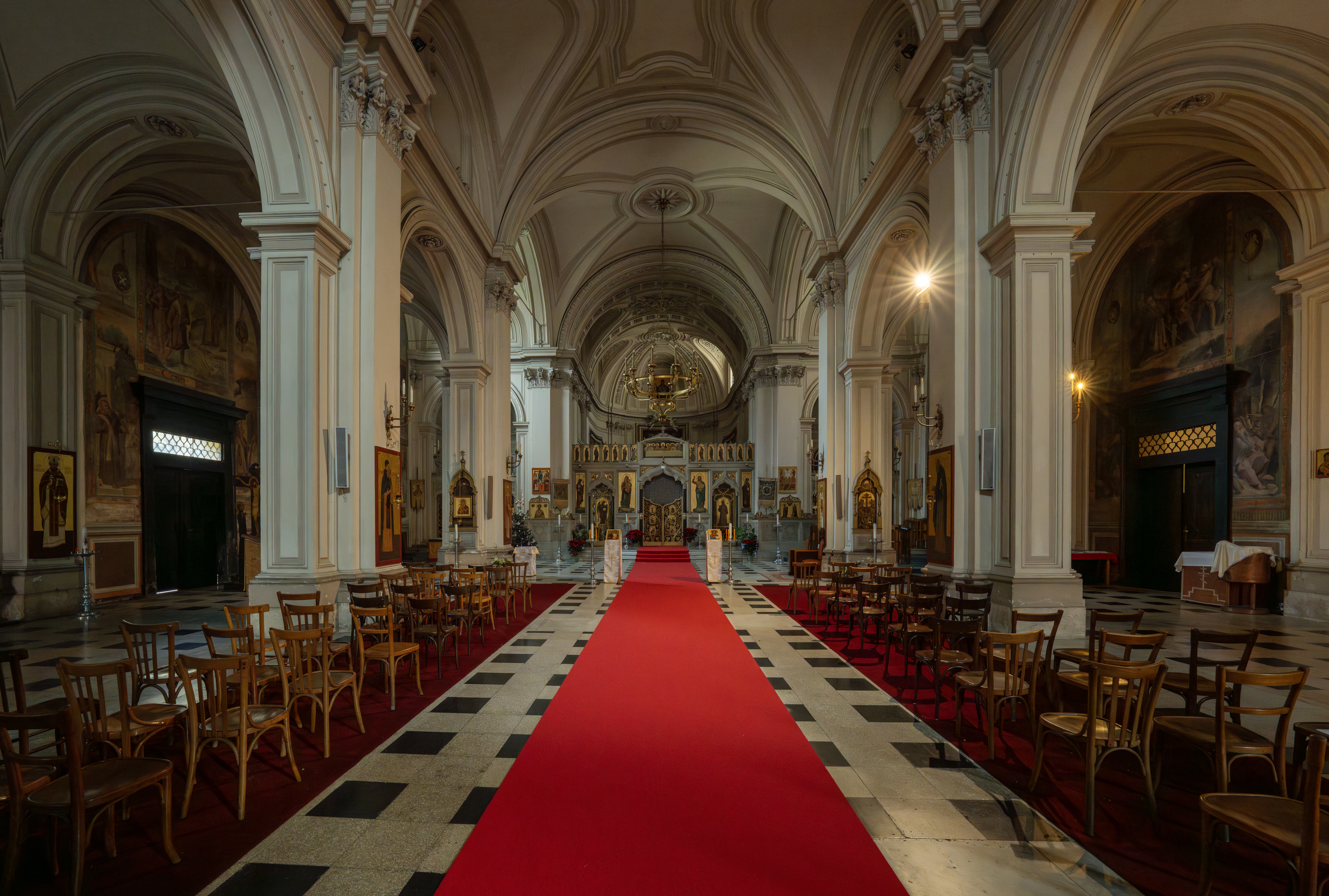
Interieur de l'église

L'église est à trois nefs surmontées de voûtes et adopte le plan de la croix latine. En 1870, un double escalier d'accès est ajouté à la suite de l'abaissement du niveau de la rue.
Différentes œuvres artistiques sont présentes dans l'église dont des fresques de Niccolò Circignani (datant de 1585) dans la coupole ; une Crucifixion de Giovanni Odazzi dans l'abside ; une œuvre de Domenico Fontana (de 1583) dans la chapelle Santa Teresa ; et des fresques des Scènes de la Vie de saint Antoine de Giovanni Battista della Marca (datées vers 1585/1586).
Des fragments de bas-reliefs provenant de l'ancienne église Sant'Andrea cata Barbara et datant des IXe et Xe siècles se trouvent dans la nef de gauche. 